# 페라리 499P
페라리 499P(이탈리아어: Ferrari 499P)는 FIA 월드 인듀어런스 챔피언십의 르망 하이퍼카 부문에서 경쟁하기 위해 스쿠데리아 페라리에서 제작한 스포츠 프로토타입 하이퍼카이다.이 자동차는 페라리의 원메이크 시리즈인 페라리 챌린지의 연례 피날레인 페라리 피날리 몬디알리에서 공개되었다.

## 사양
499P의 2,992 cc (182.6 cu in) 트윈 터보차지 V6 엔진 아키텍처는 페라리 296 및 그룹 GT3 상대인 296 GT3와 공유한다.그러나 도로 주행 차량의 서브 프레임에 장착되는 대신 엔진은 이제 499P에서 완전히 응력을 받는 부재로 사용되며 응력을 견디는 부재로서의 새로운 역할을 수용하기 위해 다양한 수정을 거쳤다.

## 완구화
- 레고에서 스피드 챔피언으로 2025년 30709 폴리백 완구로 출시했다. 증정품으로 출시되었다.